# Florian Rast
Florian Rast (* 1984 in Jena) ist ein deutscher Film- und Theaterschauspieler.

## Leben
Rast studierte Schauspiel an der HMT Leipzig und absolvierte ein zweijähriges Fachstudium am „Studio des Theaters“ in Chemnitz. 2012/2013 unterrichtete Rast in der Theatergruppe Die Bühne der TU Dresden.
Rast ist seit 2012 selbstständiger Schauspieler im Bereich Theater und Film- bzw. Fernsehen. Einem größeren (Fernseh-)Publikum wurde er in seiner Rolle als „Knut“ in der 12-teiligen Fernsehserie Beutolomäus und die Prinzessin bekannt, die auch als Fernsehfilm in zwei Teilen ausgestrahlt wurde.
Rast lebt und arbeitet in Hamburg.

## Filmografie (Auswahl)
- 2008: Ein Teil von mir
- 2007: Beutolomäus und die Prinzessin
- 2006: Tierärztin Dr. Mertens